# Fish Camp
Fish Camp – jednostka osadnicza w Stanach Zjednoczonych, w stanie Kalifornia, w hrabstwie Mariposa.